# بيتر هانسون
بيتر هانسون (بالسويدية: Petter Hansson) هو لاعب كرة قدم سويدي.

## مسيرته الكروية
لعب بيتر هانسون خلال مسيرته الاحترافية مع 4 أندية في خمسة عشر موسمًا وسجل خلالها 31 هدفًا ضمن 397 مباراة. ولم يفز بأي موسم بالكأس وفاز موسم واحد بالدوري.
خاض بيتر هانسون مسيرته مع نادي هالمستاد في موسم 1998 ليلعب معه خمسة مواسم، مشاركًا في 86 مباراة سجل خلالها 13 هدفًا. ثم انتقل إلى نادي هيرنفين في موسم 2002–03 ليلعب معه خمسة مواسم، حيث شارك في 162 مباراة سجل خلالها 14 هدفًا. لينتقل بعدها إلى نادي ستاد رين في موسم 2007–08 واستمر معه طيلة ثلاثة مواسم، مشاركًا في 102 مباراة سجل خلالها 4 أهداف. ثم انتقل إلى نادي موناكو في موسم 2010–11 ولمدة موسمين، مشاركًا في 47 مباراة ولم يسجل أي هدف.

## وصلات خارجية
- بيتر هانسون على موقع الاتحاد الدولي (مؤرشف)  (الإنجليزية)
- بيتر هانسون على موقع الاتحاد الأوربي (الإنجليزية)
- بيتر هانسون على موقع اتحاد السويد (السويدية)
- بيتر هانسون على موقع قاعدة بيانات كرة القدم.إي يو (الإنجليزية)
- بيتر هانسون على موقع ليكيب (الفرنسية)
- بيتر هانسون على موقع ناشيونال فوتبول تيمز (الإنجليزية)
- بيتر هانسون على موقع عالم كرة القدم.نت (الإنجليزية)
- بيتر هانسون على موقع كووورة
- معلومات عن اللاعب
- معلومات أخرى عن اللاعب